# Rezerva Kopenske vojske Združenih držav Amerike
Rezerva Kopenske vojske Združenih držav Amerike (izvirno angleško United States Army Reserve; kratica USAR) je zvezna rezervna sila Kopenske vojske ZDA. Danes USAR in Kopenska nacionalna garda ZDA skupaj sestavljata rezervno sestavo Kopenske vojske ZDA.
USAR je bila ustanovljena leta 1908, da bi s tem zagotovili rezervo medicinskih častnikov za delovanje Kopenske vojske ZDA. Po prvi svetovni vojni je bil 4. junija 1920 sprejet Zakon o nacionalni obrambi (National Defense Act), s čimer je Kongres ZDA reorganiziral kopenske sile ZDA: ustanovili so Regularno vojsko, Nacionalno gardo in Organizirano rezervo (Organized Reserve), ki je bila sestavljena iz Častniškega rezervnega korpusa (Officers Reserve Corps) in Moštvenega rezervnega korpusa (Enlisted Reserve Corps); Organizirana rezerva je bila neomejena v številu pripadnikov in pozneje je bila preoblikovana v sedanjo Rezervo Kopensko vojsko ZDA.

## Pomen za Regularno vojsko
V začetku 80. let 20. stoletja so pripadniki USAR predstavljali pomemben del celotnega števila pripadnikov enot Kopenske vojske ZDA:
- 100% trenažnih divizij, brigad in železniških enot;
- 97% enot za civilne zadeve;
- 89% enot za psihološke operacije;
- 85% čet za proizvodnjo dima;
- 78% čet za oskrbo z gorivom in mazivi;
- 62% bolnišnic Kopenske vojske ZDA;
- 61% končnih čet;
- 59% oskrbovalnih in službenih zmožnosti Kopenske vojske ZDA;
- 51% čet za oskrbo s strelivom;
- 43% zračnoprevoznih stezosledskih enot;
- 43% čet plovil;
- 42% enot za kemično dekontaminacijo;
- 38% bojnopodpodpornih aviacijskih čet;
- 26% bojnih inženirskih bataljonov;
- 25% skupin specialnih sil in
- manjše odstotke v drugih enotah in formacijah (kot npr. bojne brigade in tankovski bataljoni).

## Trenutne formacije in enote

### Poveljstva
Pisarna načelnika Rezerve Kopenske vojske ZDA (Office of the Chief, Army Reserve; OCAR); Pentagon, Washington, DC 

  Poveljstvo Rezerve Kopenske vojske ZDA (United States Army Reserve Command; USARC); Fort McPherson, Georgia

#### Operativna in funkcijska poveljstva
3. medicinsko poveljstvo (3rd Medical Command (Deployment Support)); Fort Gillem, Georgia

- 7. civilno podporno poveljstvo (7th Civil Support Command), Kaiserslautern, Nemčija
- 11. teatersko aviacijsko poveljstvo (11th Theater Aviation Command); Fort Knox, Kentucky
- 79. vzdrževalno podporno poveljstvo (79th Sustainment Support Command); Los Alamitos, Kalifornija

  143. vzdrževalno poveljstvo (ekspedicijsko) (143rd Sustainment Command (Expeditionary)); Orlando, Florida

   200. poveljstvo vojaške policije (200th Military Police Command); Fort Meade, Maryland

- 311. vzdrževalno poveljstvo (311th Sustainment Command); Fort Shafter, Havaji
- 335. teatersko komunikacijsko poveljstvo (335th Theater Signal Command); East Point, Georgia
- 377. teatersko komunikacijsko poveljstvo (377th Theater Signal Command); Belle Chasse, Louisiana

   412. inženirsko poveljstvo (412nd Engineer Command); Vicksburg, Mississippi

- 416. inženirsko poveljstvo (416th Engineer Command); Darien, Illinois

   807. medicinsko poveljstvo (807th Medical Command (Deployment Support)); Fort Douglas, Salt Lake, Utah

  Medicinsko poveljstvo Rezerve Kopenske vojske ZDA (United States Army Reserve Medical Command; AR-MEDCOM); Pinellas Park, Florida

- United States Army Military Intelligence Readiness Command (MIRC); Fort Belvoir, Virginija

  Poveljstvo za civilne zadeve in psihološke operacije Kopenske vojske ZDA (United States Army Civil Affairs and Psychological Operations Command); Fort Bragg, Severna Karolina
- Podporno poveljstvo združenih in specialnih enot Rezerve Kopenske vojske ZDA (United States Army Reserve Joint and Special Troops Support Command)

#### Podporna poveljstva
- 1. misijsko podporno poveljstvo (1st Mission Support Command); Fort Buchanan, Portoriko
- 9. misijsko podporno poveljstvo (9th Mission Support Command); Fort Shafter, Havaji
- 63. regionalno podporno poveljstvo (63rd Regional Support Command); Moffett Field, Kalifornija

  81. regionalno podporno poveljstvo (81st Regional Support Command); Fort Jackson, Južna Karolina

  85. regionalno podporno poveljstvo (85th Regional Support Command); Arlington Heights, Illinois

  87. regionalno podporno poveljstvo (87th Regional Support Command); Birmingham, Alabama

  88. regionalno podporno poveljstvo (88th Regional Support Command); Fort McCoy, Wisconsin

  99. regionalno podporno poveljstvo (99th Regional Support Command); Fort Dix, New Jersey
- 78. orkester Rezerve Kopenske vojske ZDA (78th Army Reserve Band)

  Karierna divizija Rezerve Kopenske vojske ZDA (Army Reserve Careers Division); Fort McPherson, Georgia

#### Institucionalizirana trenažna poveljstva
75. trenažno poveljstvo (trenažna divizija bojnega poveljevanja) (75th Training Command (Battle Command Training Division)); Houston, Teksas

  80. trenažno poveljstvo (TASS) (80th Training Command (TASS)); Richmond, Virginija

  84. trenažno poveljstvo (84th Training Command); Fort McCoy, Wisconsin

  108. trenažno poveljstvo (trenaža posameznih vstopov) (108th Training Command (Individual Entry Training)); Charlotte, Severna Karolina

  166. aviacijska brigada (166th Aviation Brigade); Fort Hood, Teksas

### Trenažna podporna poveljstva
- 1. armada Vzhod (First United States Army East); Fort Meade, Maryland
- 1. armada Zahod (First United States Army West); Fort Carson, Kolorado

### Specialne enote
- 100. bataljon, 442. pehotni polk (100th Battalion, 442nd Infantry)

### Zgodovinske organizacije (upokojene)
- 70. pehotna divizija (70th Infantry Division)
- 85. pehotna divizija (85th Infantry Division)
- 89. pehotna divizija (89th Infantry Division)
- 90. pehotna divizija (90th Infantry Division)
- 94. pehotna divizija (94th Infantry Division)